# فينيسيوس باتشيكو
فينيسيوس باتشيكو (بالبرتغالية: Vinícius Pacheco‏) هو لاعب كرة قدم برازيلي في مركز الوسط، ولد في 27 سبتمبر 1985 في ساو غونسالو في البرازيل. لعب مع النجم الأحمر بلغراد وغريميو بورتو أليغرينزي ونادي بارانا ونادي بيلينينسش ونادي فلامنغو ونادي فيغورينسي ونادي ناوتيكو.

## وصلات خارجية
- فينيسيوس باتشيكو على موقع قاعدة بيانات كرة القدم.إي يو (الإنجليزية)
- فينيسيوس باتشيكو على موقع Soccerway.com (الإنجليزية)